# مونتسباخ
مونتسباخ (به آلمانی: Münzbach) یک منطقهٔ مسکونی در اتریش است که در ناحیه پرگ واقع شده‌است. مونتسباخ ۲۴٫۸۶ کیلومتر مربع مساحت دارد ۴۲۱ متر بالاتر از سطح دریا واقع شده‌است.